# S. A. Steeman

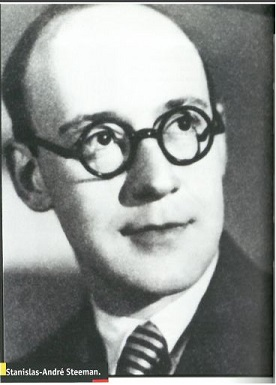
André Steeman

Stanislas André Steeman, conocido como S. A. Steeman (23 de enero de 1908 Lieja - Bélgica / 15 de diciembre de 1970 Menton - Francia), fue un escritor de novela policíaca clásica. Algunas de sus obras han sido llevadas al cine.

## Biografía
Después de ser periodista del diario La Nation belge entre 1928 y 1933, publicó su primera novela, El asesino vive en el 21, que lo llevaría a la fama. En ella, el ambiente brumoso de Londres esconde a un asesino que mata con total impunidad. Un testigo observa que el asesino entra en el 21 de Russell Square, pero Scotland Yard ha de averiguar aún cuál de los inquilinos del edificio es el asesino, que mientras tanto sigue matando. Esta novela ha sido adaptada al cine en dos oportunidades, la francesa L'assassin habite au 21 (1942), de Henri-Georges Clouzot, y la argentina La muerte camina en la lluvia (1948), de Carlos Hugo Christensen.

## Novelas
- El asesino vive en el 21
- Adorable espectro
- El callejón de los cojos
- El infalible Silas Lord
- La noche del 12 al 13
- Velas para el diablo
- Dieciocho fantasmas
- Póker infernal
- Crímenes en venta
- El justiciero en la sombra
- El crimen no es un juego de azar
- Asesinado dos veces

## Enlaces
- S. A. Steeman en IMDb (en inglés)

- Datos: Q302296
- Multimedia: Stanislas-André Steeman / Q302296